# Mama (città)
Mama (in russo Мама?) è un insediamento di tipo urbano della Russia, situato nell'Oblast' di Irkutsk nei pressi della confluenza del fiume omonimo con il Vitim; è capoluogo del Mamsko-Čujskij rajon.

## Storia
Mama venne fondata nel 1928 in concomitanza con l'inizio dello sfruttamento industriale dei giacimenti di muscovite (scoperti nel XVII secolo). La crisi economica russa dei primi anni novanta ha portato alla quasi completa cessazione dell'attività estrattiva ed al fallimento dell'impresa mineraria Mamsljudy, che la gestiva; da allora è iniziato un fenomeno di emigrazione dall'area.